# Leucauge levanderi
Leucauge levanderi este o specie de păianjeni din genul Leucauge, familia Tetragnathidae. A fost descrisă pentru prima dată de Kulczynski, 1901. Conform Catalogue of Life specia Leucauge levanderi nu are subspecii cunoscute.